# Guillermo Segurado
Guillermo Germán Segurado (* 2. Oktober 1946 in Rosario; † 10. Juni 2024 ebenda) war ein argentinischer Ruderer.

## Sportliche Karriere
Bei den Panamerikanischen Spielen 1967 in Winnipeg trat Segurado im Vierer mit Steuermann an und gewann die Silbermedaille mit drei Sekunden Rückstand auf die Crew aus den Vereinigten Staaten. Im Jahr darauf startete der Vierer mit Hugo Aberastegui, José María Robledo, Juan Carlos Gómez, Guillermo Segurado und Rolando Locatelli bei den Olympischen Spielen 1968 in Mexiko. Die Argentinier erreichten das B-Finale und belegten den achten Platz in der Gesamtwertung.
1971 bei den Panamerikanischen Spielen in Cali trat Segurado in zwei Bootsklassen an. Zusammen mit Ricardo José Rodríguez siegte er im Zweier ohne Steuermann mit zwei Sekunden Vorsprung. Beide Ruderer waren auch Mitglieder des argentinischen Achters, der den Titel mit 0,2 Sekunden Vorsprung vor dem Boot aus den Vereinigten Staaten gewann. Sieben Ruderer aus dem Achter von 1971 und zwei Neuzugänge bildeten den argentinischen Achter bei den Olympischen Spielen 1972 in München. Die Argentinier ruderten im B-Finale und belegten den elften Platz in der Gesamtwertung.
1975 in Mexiko-Stadt nahm Segurado zum dritten Mal an Panamerikanischen Spielen teil, er gewann die Bronzemedaille mit dem Achter.